# باول بورغ أوليفييه
باول بورغ أوليفييه (بالإنجليزية: Paul Borg Olivier)‏ هو سياسي مالطي، ولد في 1 سبتمبر 1969. حزبياً، نشط في الحزب الوطني (مالطا).